# Huracà Dog (1950)
L'huracà Dog fou l'huracà més intens de la temporada d'huracans de l'Atlàntic de 1950. Fou la quarta tempesta anomenada de la temporada a desenvolupar-se el 30 d'agost a l'est d'Antigua; després travessà el nord de les Petites Antilles, girant cap al nord i intensificant-se fins a convertir-se en un huracà de categoria 5. Dog arribà a la seva intensitat màxima amb vents de fins a 300 km/h per sobre l'Atlàntic. Després de debilitar-se, passà a 320 km del Cap Cod. La tempesta esdevingué un cicló extratropical el 12 de setembre.
L'huracà Dog causà danys generalitzats a les Illes de Sotavent i fou considerat l'huracà més sever registrat a l'illa d'Antigua. Molts edificis de l'illa foren destruïts o danyats, deixant milers de persones sense casa poques setmanes després que l'huracà Baker també provoqués danys greus a la zona. L'huracà causà danys moderats a la costa dels Estats Units, amb diversos vaixells danyats, fent que onze persones s'ofeguessin a alta mar. Els forts vents causaren talls elèctrics a diferents punts de Nova Anglaterra. La factura total de danys arribà a $3 milions (USD del 1950, 26,6 milions d'USD del 2009).

## Història meteorològica

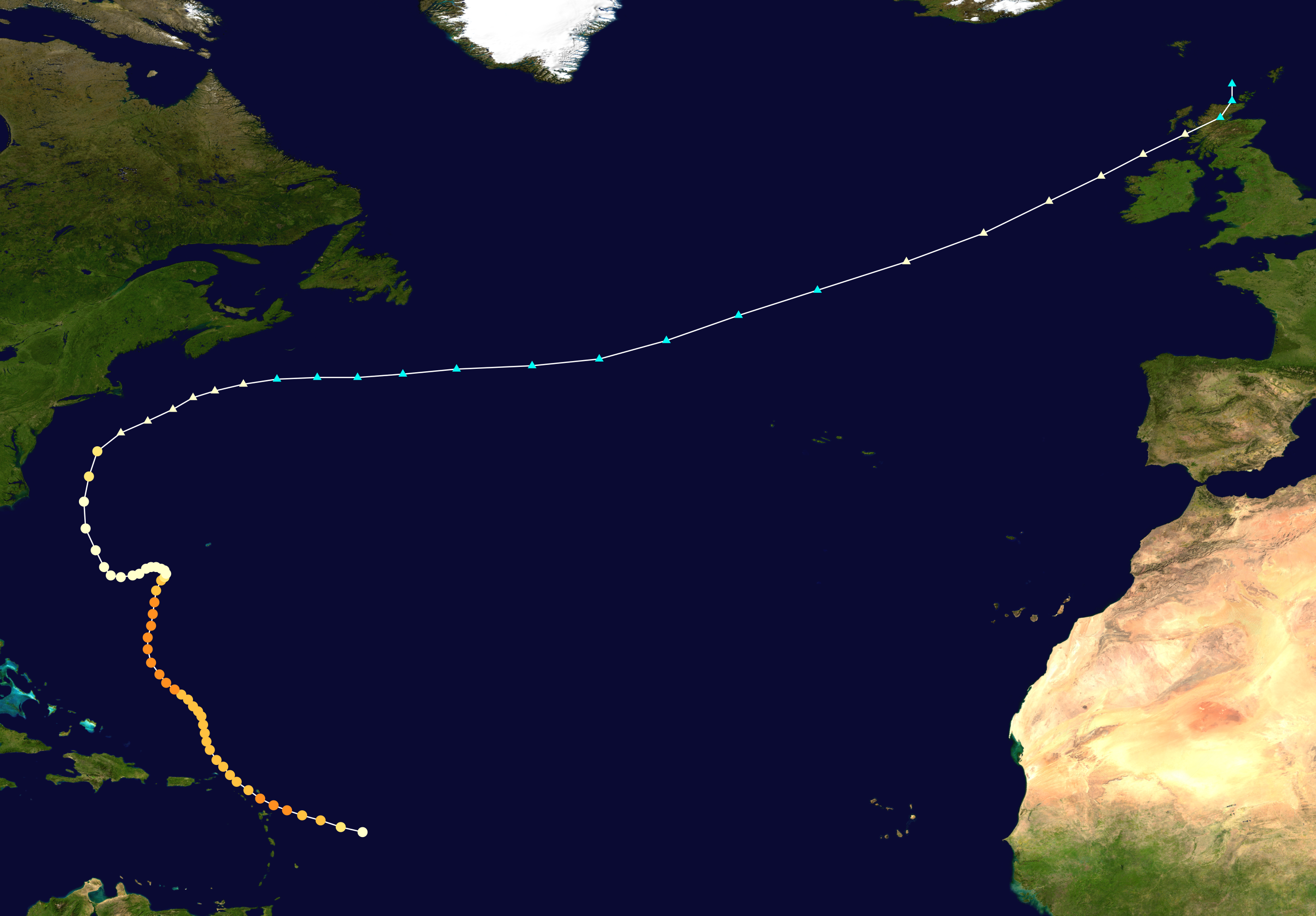
Trajectòria de la tempesta.

El cicló tropical fou observat per primer cop en forma de tempesta tropical amb vents de fins a 110 km/h el 30 d'agost, quan l'SS Sibrodin informà de vents forts en una àrea de baixa pressió a 510 km al sud-est d'Antigua. El seu origen és desconegut, tot i que es creu que es formà a partir d'una ona tropical que abandonà la costa d'Àfrica el 24 d'agost. Les altes pressions del nord-est encaminaren la tempesta en direcció oest-nord-oest, i assolí l'estatus d'huracà a principis del 31 d'agost. L'1 de setembre l'huracà Dog girà al nord-oest i de nit s'intensificà en un gran huracà al seu pas pel nord de les petites Antilles. L'Illa de Sant Martí registrà una pressió mínima de 978,7 hPa al pas de l'huracà.
Impulsat per corrents guia dèbils, l'huracà Dog es dirigí en direcció nord-oest alhora que s'intensificava progressivament; el 5 de setembre assolia l'estatus de Categoria 5 a l'escala d'huracans de Saffir-Simpson quan es trobava aproximadament a 535 quilòmetres al nord de l'extrem occidental de la República Dominicana. En virar cap al nord-oest, l'huracà s'enfortí i el 6 de setembre els caçadors d'huracans estimaren que les ràfegues més fortes arribaven a 300 km/h quan es trobava a 720 km al sud-sud-oest de les Bermudes. Com que les pràctiques de reconeixement d'huracans encara eren molt prematures, és possible que l'huracà hagués estat sobreestimat. Tot i que les mesures de la velocitat del vent possiblement no eren del tot acurades, Dog fou un huracà de gran envergadura al seu pas sobre l'Atlàntic occidental, generant ones de més de 30,5 metres d'alçada.
L'huracà Dog mantingué la seva màxima intensitat durant 18 hores. El 7 de setembre, el cicló registrà la seva pressió central de 948 hPa, convertint-la en la pressió mínima associada a l'huracà. Una dorsal d'altes pressions al nord provocà que el cicló es desaccelerés i debilités progressivament. Posteriorment, i per causes desconegudes, el cicló girà cap a l'oest; el 9 de setembre, la intensitat havia disminuït fins als 145 km/h. El 10 de setembre, en girar en direcció nord, l'huracà Dog s'intensificà fins a 160 km/h abans de debilitar-se de nou. El 12 de setembre, l'huracà passà a 320 km del Cap Cod i poc després es convertí en un cicló extratropical. Com a cicló extratropical, girà cap a l'est i més tard, al nord-est; el sistema es mantingué fins a perdre la identitat a prop d'Irlanda el 16 de setembre.

## Preparatius
Als Estats Units, l'amenaça de l'huracà feu que l'Administració Nacional Oceànica i Atmosfèrica (NOAA) emetés diverses advertències de vents forts, marees altes i mala mar als Outer Banks al llarg de la costa de Carolina del Nord i Maine. Almenys disset vaixells navals foren traslladats com a mesura de prevenció davant l'amenaça. Els policies de l'estat de Rhode Island avisaren als residents propers a la costa que estiguessin preparats per a ser evacuats en cas que fos necessari. A més, les autoritats de Rhode Island també tancaren diverses platges i aturaren els viatges en ferri per les vies aquàtiques meridionals de l'estat. Durant el dia en què l'huracà era pròxim als Estats Units, la NOAA emeté alertes de tempesta des de Cape May (Nova Jersey) fins a Eastport (Maine).

## Impacte
Al seu pas per les Petites Antilles, l'huracà Dog produí una marejada ciclònica de 2,4 m a Antigua. S'estima que els vents a les regions d'Antigua i Barbuda foren de 210 km/h, amb ràfegues de fins a 232 km/h registrades a Saint John's. Els ciutadans d'Antigua consideraren que aquest huracà Dog havia estat el més destructiu de la història de l'illa. L'huracà Dog, que provocà vents molts forts durant sis hores, deixà centenars de persones sense casa a Antigua poques setmanes després que l'huracà Baker ja hagués causat danys importants a l'illa. La factura de les grans destrosses a les Petites Antilles pujà fins a un milió de dòlars estatunidencs del 1950 (8,91 milions USD del 2009), principalment a Antigua i Barbuda, incloent-hi cases danyades o destruïdes, collites perdudes, carreteres bloquejades per arbres caiguts o rebles i caigudes en el subministrament elèctric a les illes. L'huracà provocà nombrosos naufragis; dues persones s'ofegaren en bolcar la seva petita embarcació. L'huracà feu naufragar un vaixell prop de l'illa de Saint Barthélemy, on els danys ascendiren fins a 70.000 USD (USD 1950, 623.000 USD 2009).
Als estats de l'Atlantic Mitjà es recolliren grans quantitats de pluja, provocant algunes riuades. Un cotxe caigué al riu Gunpowder a Bel Air (Maryland), i tres dels quatre ocupants s'ofegaren mentre que el quart resultà ferit. Dues persones més s'ofegaren a Lexington (Virgínia). Tot i que, alguns mitjans de premsa atribuïren aquestes fortes precipitacions a l'huracà Dog, aquest fet no està confirmat.
L'huracà produí plenamars i un perillós onatge al llarg de la costa est dels Estats Units, amb inundacions costaneres a algunes platges de Rhode Island. L'huracà bolcà i danyà diversos vaixells al llarg de la costa, com fou el cas de dos grans vaixells a Nantucket (Massachusetts). A Marblehead (Massachusetts), l'onatge feu encallar a terra ferma almenys 15 embarcacions al llarg d'un pas elevat coster. A prop del cap Cod, les pèrdues dels pescadors ascendiren fins a 150.000 USD (1950 USD, 1,34 milions 2009 USD). Les marees registrades al llarg de Nantucket foren les més altes des del Gran huracà atlàntic de 1944. L'huracà Dog produí fortes ràfegues de vent al llarg de la zona costanera de Nova Anglaterra, provocant talls en el subministrament elèctric que afectaren 15 pobles del Cap Cod, centenars de residències de Nantucket i altres llars de l'àrea afectada. A més a més, els vents de l'huracà destruïren dues petites embarcacions i arrancaren arbres, alguns dels quals bloquejaren algunes carreteres. L'huracà deixà precipitacions entre dèbils i moderades per tot el sud-est de Massachusetts, acumulant quantitats des de 25 mm fins a 100 o 125 mm a prop de Nantucket. A Provincetown, un cotxe atropellà una dona a causa de la mala visibilitat per la pluja —ni la víctima ni el conductor s'havien vist. Un home quedà paral·lític de mig cos en avall a Falmouth després de tocar un arbre humit a tocar d'una torre d'alta tensió. Els danys totals que ocasionà l'huracà en aquella zona ascendiren a 2 milions de 1950 USD (17,8 milions 2009 USD), xifra molt inferior a la que podrien haver provocat si l'huracà hagués recalat a terra ferma. Hi hagué un total de 12 víctimes mortals a Nova Anglaterra com a resultat de l'huracà. Dos vaixells desaparegueren durant la tempesta per la costa de Nova Escòcia, amb sis persones en cada embarcació. Es desconeix el que els passà i se les considera víctimes de la tempesta.

## Nom, rècords i seqüeles
Durant les temporades de 1950, 1951 i 1952, els huracans eren anomenats seguint l'alfabet fonètic conjunt Exèrcit/Armada. Tanmateix, l'huracà Dog fou anomenat "el gran huracà de l'Atlàntic Central" a la premsa, i rarament s'utilitzà el seu nom oficial. Els noms oficials dels huracans no foren emprats en operativa fins al 1952.
L'huracà Dog ostenta el rècord de ser l'huracà Atlàntic que més temps s'ha mantingut com un huracà de Categoria 5, encara que l'huracà Allen hi ha estat més temps però de manera intermitent. El 4 de setembre, l'huracà Dog fou un dels tres huracans actius i simultanis de l'Atlàntic, ensems amb l'huracà Charlie i Easy. Aquest fet, només s'ha produït sis cops des de 1950, durant la temporada d'huracans a l'Atlàntic de 1961, 1967, 1980, 1995 1998 i 2005. Malgrat ser un fet excepcional, la situació es repetí aquella mateixa temporada per segon cop el 31 d'agost, quan eren actius tant Baker, Charlie com Dog.
A més a més, Dog és un dels tres únics huracans de Categoria 5 a l'Atlàntic en el registre històric que no tocà terra ferma, ensems Easy i Cleo, ambdós també durant la dècada de 1950.
Després del pas de l'huracà, el diari jamaicà de Kingston The Daily Gleaner organitzà una recollida de fons per als afectats pel pas de l'huracà, convidant als seus lectors a ajudar "els seus paisans de les Índies Occidentals que sofrien a l'illa d'Antigua". Quatre dies després de l'huracà, s'havien recaptat un total de 171.000 lliures esterlines de 1950 (4,26 milions 2009 USD). Un representant d'Antigua declarava que el país "apreciava l'ajuda humanitària exterior, especialment el menjar i la roba". Els Estats Units també enviaren ajuda humanitària a les illes afectades.